# Kato Dris
Kato Dris (gr. Κάτω Δρυς) – wieś w Republice Cypryjskiej, w dystrykcie Larnaka. W 2011 roku liczyła 129 mieszkańców.